# SN 2006ps
SN 2006ps – supernowa typu Ia odkryta 14 listopada 2006 roku w galaktyce A014345-0106. W momencie odkrycia miała maksymalną jasność 22,20m.